# Heinrich Soest

Heinrich Soest

Heinrich-Wilhelm Soest (* 17. September 1897 in Altenhasungen; † 13. April 1962 in Pinneberg) war ein deutscher Politiker (NSDAP).

## Leben und Wirken
Heinrich Soest war laut Kirchenbuch Altenhasungen mit dem Nachnamen Soost als Sohn des Ackermanns Georg Heinrich Soost und der Elisabeth Soost, geb. Berndt, geboren. Die Eltern waren evangelischer Konfession. Nach dem Besuch der Volksschule in Altenhasungen wurde Soest an der Landwirtschaftsschule in Hofgeismar und am landwirtschaftlichen Seminar in Kassel-Wolfsanger ausgebildet. 1915 trat er in das Infanterieregiment 82 in Göttingen ein. Von 1915 bis 1918 kämpfte er mit dem Infanterieregiment 83 an der Westfront im Ersten Weltkrieg.
Nach dem Krieg arbeitete Soest als Landwirt. Daneben übernahm er mehrfach leitende Stellungen als landwirtschaftlicher Beamter und Gutsinspektor in Großbetrieben.
Bei der Reichstagswahl vom Juli 1932 wurde Soest erstmals für den Wahlkreis 16 (Südhannover-Braunschweig) in den Reichstag gewählt. Nachdem er bei den Wahlen vom November 1932 zunächst wieder aus dem Reichstag ausgeschieden war, konnte er anlässlich der Wahlen vom März 1933 erneut ins Parlament einziehen, dem er diesmal ohne Unterbrechung bis zum Mai 1945 angehörte.
Soest war ab 1929 SA-Führer in Süd-Hannover. Ab Juli 1932 im Rang eines SA-Oberführers, führte er zunächst die SA-Untergruppe Göttingen, dann ab September 1933 im Rang eines SA-Brigadeführers die Göttinger SA-Brigade. Im Juli 1937 wechselte er zur SA-Brigade 61 nach Hannover, der er bis 1945 angehörte.